# 白國嘉
白國嘉（？—），是中國電視公司（中視）退休導播，曾任中視導播組組長、第46屆金鐘獎電視金鐘獎「行腳、綜合、綜藝節目類」評審委員、第48屆金鐘獎電視金鐘獎綜藝節目類評審委員。在中視認識歌星江薰（江蕾之姊），兩人交往一個多月後結婚，育有一女白歆惠。
1984年第19屆金鐘獎，白國嘉入圍電視金鐘獎導播獎。
2014年10月，第49屆金鐘獎電視金鐘獎頒獎典禮，白國嘉與白歆惠合頒綜合節目獎及綜合節目主持人獎。

## 作品
| 年度           | 頻道 | 節目                                                         | 附註說明                                                   |
| 1976年         | 中視 | 綜藝節目《新姿翦影》                                         | 導播，與包珈同任導播                                       |
| 1977年－1978年 | 中視 | 綜藝節目《你愛周末》                                         | 導播                                                       |
| 1979年         | 中視 | 綜藝節目《一道彩虹》                                         | 導播，與何錟光、王柏元同任導播                             |
| 1980年         | 中視 | 中視與臺北市政府主辦殘障年愛心義演會《中視演藝人員慈善晚會》 | 導播                                                       |
| 1982年         | 中視 | 第17屆金鐘獎頒獎典禮                                         | 導播                                                       |
| 1980年         | 中視 | 鳳飛飛電視專輯《鳳飛飛專輯》                                 | 導播                                                       |
| 1983年         | 中視 | 鳳飛飛電視專輯《你來了》                                     | 導播                                                       |
| 1984年         | 中視 | 除夕特別節目《又見彩虹》                                     | 導播，與鍾世驊同任導播                                     |
| 1984年         | 中視 | 綜藝節目《飛上彩虹》                                         | 導播，與何錟光同任導播                                     |
| 1987年－1988年 | 中視 | 音樂節目《飛揚的音符》                                       | 製作人兼導播，與林家慶同任製作人，與白汝珊、梁昆傑同任導播 |
| 1987年         | 中視 | 綜藝節目《東南西北》                                         | 製作人                                                     |
| 1989年         | 中視 | 中視與公視製播組合製綜藝節目《第一現場》                     | 製作人，與江吉雄同任製作人                                 |
| 1990年         | 中視 | 音樂節目《夜來香》                                           | 製作人，與林家慶同任製作人                                 |
| 1992年         | 中視 | 第29屆金馬獎頒獎典禮                                         | 製作人，與李祐寧同任製作人                                 |